# Scuba (producer)
Scuba, artiestennaam van Paul Rose, is een vanuit Berlijn opererende Britse dj en producer. Aanvankelijk is hij een van de pioniers in het dubstep-genre. Later maakte hij tijdelijke uitstapjes naar house, techno en ambient house. Hij is de eigenaar van Hotflush recordings.

## Biografie
De Londense Rose wordt actief in 2003 wanneer hij met George Fitzgerald het label Hotflush recordings opricht. Daarop brengt hij in een zeer kleinschalige oplage de single Red Hot/Motion uit als Spectr. Met deze tracks is Rose een van de vroegste dubstepproducers. Vanaf 2005 is hij actief onder de naam Scuba, waarmee hij meer dubbele singles uitbrengt. Intussen groeit zijn label. Op Hotflush verschijnt door de jaren heen werk van Benga, Boxcutter, Jimmy Edgar en John Digweed. In 2007 is hij uitgekeken op Londen en verhuist hij naar Berlijn. Daar brengt hij dubstep onder de aandacht en heeft hij zijn eigen avond in de club Berghain. In 2008 verschijnt zijn debuutalbum A Mutual Antipathy, dat dromerige en abstracte dubstep brengt en meer een luisterplaat is dan dansvloermuziek. Vergelijkbaar, maar iets warmer, is Triangulation (2010).
In 2012 gooit hij zijn muzikale koers sterk om met Personality, dat een dromerige en energieke bewerking van ouderwetse housemuziek is. Hij staat dat jaar ook op Lowlands. Als dj krijgt hij zijn erkenning door afleveringen van de DJ Kicks-serie, Resident Advisor en van de Fabric-clubserie te mixen. In 2014 moet hij een tijd zijn dj-werkzaamheden neerleggen wegens gezondheidsproblemen. Die tijd steekt hij in het produceren van een nieuw album. Claustrophobia (2015) is weer een luisterplaat met sterke ambient-house-invloeden. In 2017 brengt hij al zijn singles en onuitgebracht werk uit op drie verzamelalbums op mp3, die alle drie een bepaalde periode beslaan. Op Substance in Retrograde (2018) brengt hij een verzameling van onuitgebrachte tracks uit de periode van A Mutual Antipathy. Voor zijn house- en techno-uitstapjes heeft hij het project SCB in het leven geroepen. Daarvan verschijnt in 2018 het album Caibu.

### Persoonlijk
Rose is politiek vrij uitgesproken en laat uitgesprokenheid ook blijken op Twitter.

## Discografie

### Albums
- A Mutual Antipathy (2008)
- Triangulation (2010)
- Personality (2012)
- Claustrophobia (2015)
- SCB - Caibu (2018)

### Compilaties
- Update (2013)
- Sub:Stance (2010)
- DJ-Kicks (2011)
- Update (2013)
- fabric 90 (2016)
- Singles & Extras: 2005-2007 (2017)
- Singles & Extras: 2009-2010 (2017)
- Singles & Extras: 2011-2012 (2017)
- Substance in Retrograde (2018)